# Sylwia Lipka
Sylwia Maria Cecylia Lipka (Katowice, 12 dicembre 1996) è una cantante polacca.

## Biografia
Nel 2014 Sylwia Lipka ha iniziato a lavorare per Disney Channel Polonia, conducendo il programma I Love Violetta. L'anno successivo ha avviato la sua carriera musicale con il singolo Masz to coś, contenuto nell'album di debutto Szklany sen, uscito nel 2016. Il disco ha raggiunto la 2ª posizione della classifica polacca, così come il secondo album del 2017, Fala/Wave, che ha venduto più di 15 000 copie a livello nazionale, ottenendo un disco d'oro dalla Związek Producentów Audio-Video. Ad ottobre 2017 ha partecipato come giurata al programma canoro Krajowe Eliminacje do Konkursu Piosenki Eurowizji dla Dzieci 2017.
Il terzo album della cantante, Wbrew pozorom, è uscito nel 2019 e ha raggiunto il 3º posto nella classifica nazionale. Nello stesso anno ha fatto il suo debutto come attrice, recitando nel ruolo della protagonista Julia Morska nel film Jestem M. Misfit.

## Discografia

### Album in studio
- 2016 – Szklany sen
- 2017 – Fala/Wave
- 2019 – Wbrew pozorom

### Singoli
- 2015 – Masz to coś
- 2016 – Zobacz
- 2016 – Czego pragniesz?
- 2016 – Spełniaj marzenia (con Jeremi Sikorski, Artur Sikorski e Sylwia Przybysz)
- 2016 – Zapomnieć chcę
- 2016 – Puzzle dwa
- 2017 – Fly to Sky
- 2017 – Uskrzydlasz mnie
- 2017 – Nie zapomnę
- 2018 – Kalkulacje
- 2019 – Wbrew pozorom
- 2019 – Cztery Łapy
- 2019 – Misfit pozostań
- 2019 – Chodź do Mnie
- 2020 – 7 uśmiechów (feat. TKM)